# Studios Disney de 1995 à 2005
Pour un article plus général, voir Walt Disney Pictures.
Animation de synthèse et suites
Studios Disney de 1989 à 1995 2006-aujourd'hui : Pixar aux commandes
L'histoire des Studios Disney de 1995 à 2005 est marquée par plusieurs changements dans les productions du studio. La fin de la période précédente, nommée « Second Âge d'or » est assez floue et très subjective mais la sortie de Toy Story coproduit avec Pixar Animation Studios et la systématisation à partir de 1996 des suites des longs métrages d'animations marquent un profond changement pour le studio Disney. En parallèle les productions Disney d'après 1995 reçoivent des succès plus mitigés bien que certains films ne manquent pas de mérite tel que Fantasia 2000. Officiellement la production des films d'animation est exclusivement en image de synthèse en raison du succès des films de Pixar et des studios concurrents. En dehors des studios d'animation, les labels Touchstone Pictures et Hollywood Pictures produisent des films plus adultes.
La période se termine en 2005 avec le rachat du studio Pixar et la décision de reprendre la production de film en animation traditionnelle au sein du Walt Disney Animation Studios, créé en 2007. un autre changement est la fusion entre Disney et le groupe de presse et de télévision Capital Cities/ABC en 1996.

## Historique

### 1995-1999: Déclin de l'animation traditionnelle face à l'image de synthèse

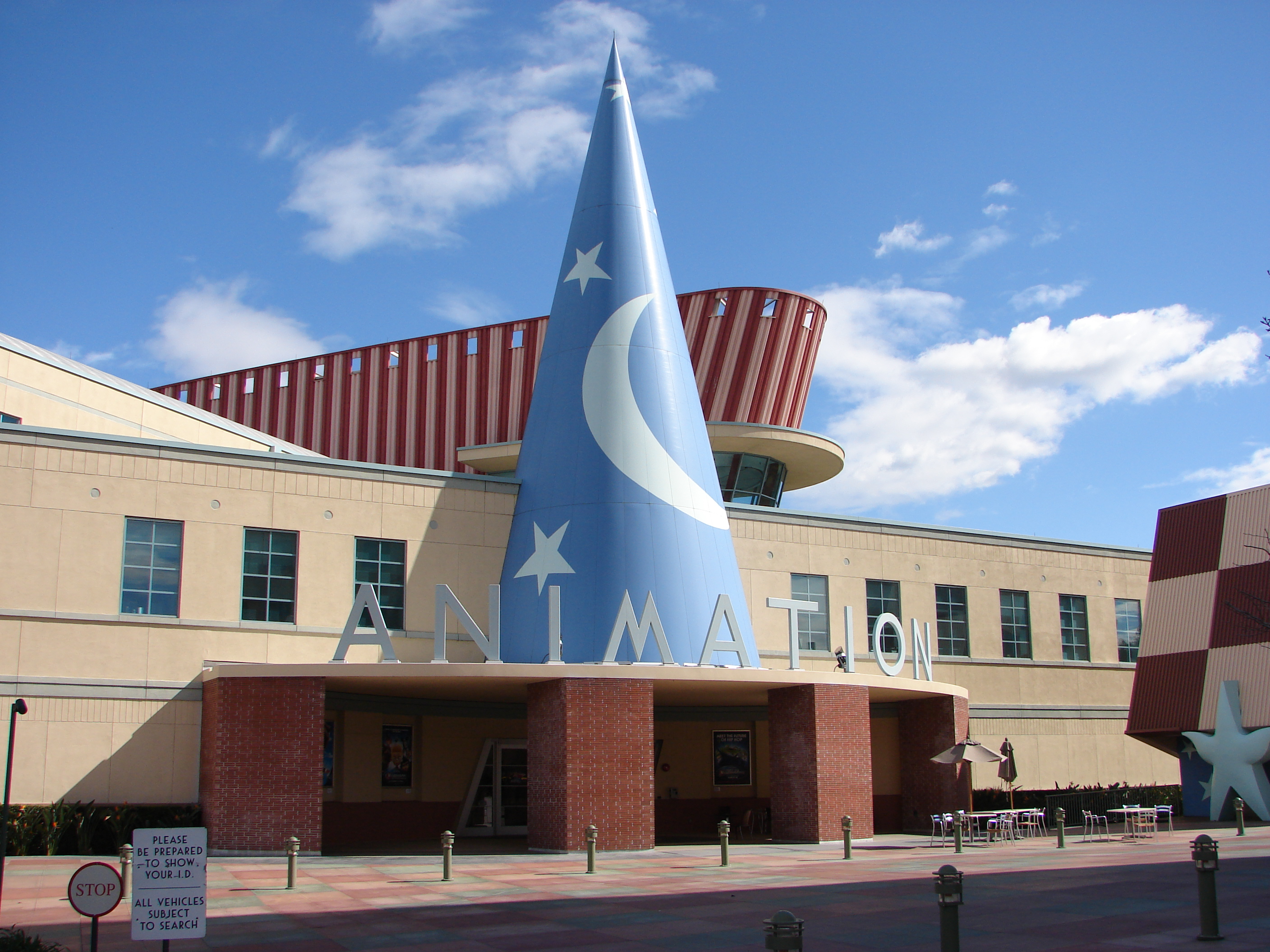
Le Roy E. Disney Animation Building ouvert en 1995 et hébergeant les studios de Walt Disney Feature Animation.

En 1995, soit 10 ans après leur installation temporaire, les studios d'animation regagnent les studios de Burbank. Les succès bien que faibles des suites de longs métrages et la compétition avec les films en image de synthèse pousse le studio à produire encore plus de suites à partir de 1996 et jusqu'au milieu des années 2000. Le studio Disney n'avait jamais envisagé la production d'une suite à l'un de ses longs métrages, sauf sous la forme de téléfilms mais avec le succès de Monte là-d'ssus (1961) change la donne. Ce film basé sur des inventions loufoques et des effets spéciaux offre une formule aisément reproductible donc une suite est rapidement prévue. Le second opus Après lui, le déluge (1963) récolte 9 millions d'USD lors de sa sortie aux États-Unis. Ce succès modéré renforce le studio dans son idée de produire des séries de films. Plusieurs verront le jour dont La Coccinelle mais la décision de faire des suites de longs métrages d'animation n'intervient que plus tardivement. La première suite d'un long métrage d'animation est Bernard et Bianca au pays des kangourous (1990) sorti en salle. L'apparition des supports vidéo accélère le rythme et un studio d'abord dédié aux séries d'animation Walt Disney Animation Australia est converti presque exclusivement pour la production de suites de longs métrages d'animation de Grands Classiques, prévus pour sortir directement sur le marché de la vidéo produit par Walt Disney Télévision Animation et Disneytoon Studios.
Le premier DVD Disney est édité le 4 septembre 1997 par Buena Vista Home Entertainment.
En 1998, Walt Disney Holdings annonce la fermeture de Walt Disney Animation UK Lmited.
Le 1er octobre 2001, Disney prononce la liquidation de Walt Disney Animation UK.
Après le rachat de Pixar en 2006, le studio Disney décide de réduire la production de suites aux productions en cours puis selon le souhait de John Lasseter de stopper ce type de productions.

## Productions

### Longs métrages d'animation
- 1995 : Pocahontas
- 1996 : Le Bossu de Notre-Dame
- 1997 : Hercule
- 1998 : Mulan
- 1999 : Tarzan
- 1999 : Fantasia 2000
- 2000 : Dinosaure
- 2000 : Kuzco, l'empereur mégalo
- 2001 : Atlantide, l'empire perdu
- 2002 : Lilo et Stitch
- 2002 : La Planète au trésor : Un nouvel univers
- 2003 : Frère des ours
- 2004 : La ferme se rebelle
- 2005 : Chicken Little

Voir aussi les coproductions avec Pixar Animation Studios.

## Analyse

### Le procès Janet Gilmer vs Buena Vista Home Video
Le 24 avril 1996, Janet Gilmer dépose une plainte contre l'éditeur de vidéo Buena Vista Home Video à cause de la présence d'images subliminales à caractère sexuel  dans des films Disney comme Le Roi lion ou La Petite Sirène,,. Le cas est rapidement jugé et la décision du 19 août 1996 déclare que le plaignant dans l'incapacité de formuler sa plainte.